# Ministério das Finanças (Portugal)
O Ministério das Finanças (MF) é o departamento do Governo de Portugal, responsável por definir e conduzir a política financeira do Estado e as políticas para a Administração Pública.

## História
O Ministério das Finanças tem a sua origem nas vedorias da Fazenda criadas no século XIV para gerirem os assuntos financeiros do Estado. A partir 1584, as vedorias são substituídas pelo Conselho do Tribunal da Fazenda. Em 1761, é criado o Erário Régio que se transforma no departamento central de finanças do Estado, sendo extinto o Conselho da Fazenda.
Em 1788, é criado o moderno Ministério das Finanças, sendo então denominado Secretaria de Estado dos Negócios da Fazenda. A partir de 1849 passa a designar-se Ministério dos Negócios da Fazenda ou simplesmente Ministério da Fazenda.
Em 1910, o departamento muda a sua denominação para Ministério das Finanças.
Desde então, o ministério tem mantido quase sempre a mesma denominação, com excepção de alguns períodos limitados em que se chamou Ministério das Finanças e da Coordenação Económica (março-maio de 1974), Ministério da Coordenação Económica (maio-junho de 1974), Ministério das Finanças e do Plano (1980–1983) ou Ministério das Finanças e Administração Pública (2002–2011).

## Responsáveis
- Ministro das Finanças: Joaquim Miranda Sarmento

## Organização
- Ministro de Estado e das Finanças[2]
  - Organismos diretamente dependentes do ministro
    - Secretaria-Geral do Ministério das Finanças;
    - Gabinete de Planeamento, Estratégia, Avaliação e Relações Internacionais;
    - Inspecção-Geral de Finanças (em coordenação com o Ministro-Adjunto);
    - Parpública — Participações Públicas (SGPS), S.A.;
    - Imprensa Nacional-Casa da Moeda, S.A. (em coordenação com a Ministra da Presidência e da Modernização Administrativa);

  - Secretário de Estado do Orçamento
    - Direcção-Geral do Orçamento;
    - ADSE — Direcção-Geral de Protecção Social aos Funcionários e Agentes da Administração Pública;
    - Entidade de Serviços Partilhados da Administração Pública, I.P. (em coordenação com a Ministra da Presidência e da Modernização Administrativa);
    - Caixa Geral de Aposentações;
    - Conselho Coordenador do Sistema de Controlo Interno da Administração Financeira do Estado;
    - Instituto de Financiamento da Agricultura e Pescas, I. P.;

  - Secretário de Estado Adjunto e das Finanças
    - Direcção-Geral do Tesouro e Finanças;
    - Comissão do Mercado de Valores Mobiliários;
    - Conselho Nacional do Mercado de Valores Mobiliários;
    - Instituto de Seguros de Portugal;
    - Instituto de Apoio às Pequenas e Médias Empresas;
    - Mediadora de Crédito;
    - Unidade Técnica Acompanhamento Projetos;
    - Fundo de Garantia de Depósitos;
    - Fundo de Garantia do Crédito Agrícola Mútuo;
    - Fundo de Contragarantia Mútuo;
    - Fundo de Resolução;
    - Sistema de Indemnização aos Investidores;

  - Secretário de Estado do Tesouro
    - Direcção-Geral do Tesouro e Finanças;
    - Fundo de Regularização da Dívida Pública;
    - Agência de Gestão da Tesouraria e da Dívida Pública — IGCP, E.P.E.;
    - Entidade de Serviços Partilhados da Administração Pública, I.P. (em coordenação com a Ministra da Presidência e da Modernização Administrativa);
    - Instituto da Habitação e da Reabilitação Urbana, I.P;

  - Secretário de Estado dos Assuntos Fiscais
    - Autoridade Tributária e Aduaneira
    - Comissão de Normalização Contabilística;
    - Fundo de Estabilização Tributário;
    - Fundo de Estabilização Aduaneiro.
    - Conselho Interministerial de Coordenação dos Incentivos Fiscais ao Investimento;

  - Secretária de Estado da Administração Pública
    - Direcção-Geral da Administração e do Emprego Público;
    - Direção-Geral da Qualificação dos Trabalhadores em Funções Públicas;
    - Serviços Sociais da Administração Pública;
    - Entidade de Serviços Partilhados da Administração Pública, I.P. (em coordenação com a Ministra da Presidência e da Modernização Administrativa);
    - Programa Operacional Potencial Humano;
    - Comissão de Recrutamento e Selecção para a Administração Pública;